# 2009 ST19
2009 ST19 es un asteroide Apolo de un kilómetro de diámetro descubierto por el astrónomo español Josep Maria Bosch, profesor del Campo de Aprendizaje Montsec del Centro de Observación del Universo de Àger (Lérida), el 16 de septiembre de 2009. Debido a su órbita, el cuerpo rocoso ha sido calificado por la NASA como potencialmente peligroso al pasar muy cerca de la Tierra. El 2009 ST19, que no estaba fichado en la base de datos del Minor Planet Center, fue descubierto cuando pasaba a unos 600.000 kilómetros de la Tierra, convirtiéndose en el asteroide más grande que se ha acercado al planeta.